# Красненькая (Большемурашкинский район)
Кра́сненькая — деревня в Большемурашкинском районе Нижегородской области, входит в состав Холязинского сельсовета.

## География
Деревня расположена в 73 км к юго-востоку от Нижнего Новгорода, у истоков впадающего в Сундовик безымянного ручья; высота над уровнем моря 166 м. Ближайшие населённые пункты: Большие Курашки в 1,5 км восточнее, Чернуха в 2 км на юго-восток и Крашово в 3 км на юго-запад. Райцентр Большое Мурашкино находится в 16 километрах южнее.

## Население
Население деревни составляет 78 человек на 2011 год; в 1989 году проживало 40 человек.

## Инфраструктура
В деревне имеются 2 фермы, таксофон и около 40 домов.